# Vierter Sachstandsbericht des IPCC

Logo des IPCC

Der Vierte Sachstandsbericht (englisch Fourth Assessment Report, AR4) des Zwischenstaatlichen Ausschusses für Klimaänderungen (Intergovernmental Panel on Climate Change, IPCC) der Vereinten Nationen erschien im Jahr 2007. Die IPCC-Berichte, die den wissenschaftlichen Kenntnisstand über den Klimawandel und insbesondere die globale Erwärmung zusammenfassen, werden im Abstand von fünf bis sechs Jahren veröffentlicht. Sie gelten weithin als Konsensposition innerhalb der klimatologischen Fachwelt, was den Einfluss des Menschen auf das Erdklima betrifft. Die ersten drei Berichte erschienen 1990, 1995 und 2001 (Dritter Sachstandsbericht, Third Assessment Report, TAR). Der aktuelle Bericht ist der Sechste Sachstandsbericht des IPCC aus den Jahren 2021 und 2022.
Am 2. Februar 2007 wurde die Zusammenfassung für politische Entscheidungsträger (Summary for Policymakers) der Arbeitsgruppe I (Working Group I) über die „Wissenschaftlichen Grundlagen“ (Physical Science Basis) im Anschluss an eine Plenarsitzung des IPCC in Paris veröffentlicht. Die Zusammenfassung des Berichts der Arbeitsgruppe II über „Auswirkungen, Anpassung und Verwundbarkeiten“ (Impacts, Adaptation and Vulnerability) folgte am 6. April, die der Arbeitsgruppe III über die „Verminderung des Klimawandels“ (Mitigation of Climate Change) am 4. Mai 2007. Eine Zusammenfassung des Gesamtberichts („Syntheseband“) ist am 17. November 2007 erschienen.
Insgesamt waren an der Erstellung des Berichtes mehr als 800 Wissenschaftler und ca. 1.000 wissenschaftliche Gutachter aus ca. 130 Staaten  beteiligt.

Einige geschätzte Mittelwerte für die Erwärmung der Erdoberfläche bis 2100

## Ergebnisse der einzelnen Arbeitsgruppen

### Arbeitsgruppe I: „Wissenschaftliche Grundlagen“
| Die vier Szenariofamilien des Fourth Assessment Report des IPCC und die prognostizierte Erhöhung der globalen Durchschnittstemperatur bis 2100 |                                                        |                                            |
| AR4 Summary (PDF; 3,9 MB) | Wirtschaftsorientiert (ökonomisch ausgerichtet)        | Umweltorientiert (ökologisch ausgerichtet) |
| Globalisierung (homogene Welt) | A1 Hohes Wachstum (Gruppen: A1T; A1B; A1FI) 2,4–6,4 °C | B1 Globale Nachhaltigkeit 1,1–2,9 °C       |
| Regionalisierung (heterogene Welt) | A2 Regionale Wirtschaftsentwicklung 2,0–5,4 °C         | B2 Regionale Nachhaltigkeit 1,4–3,8 °C     |

Überblick über die Herkunft der Mitwirkenden der Arbeitsgruppe 1 am Vierten Sachstandsbericht des IPCC

Die Antreiber der globalen Erwärmung seit 1750 und ihr Nettoeffekt auf den Wärmehaushalt der Erde in der Analyse des Vierten IPCC-Sachstandsberichts

Vergleich von beobachteten CO_{2}-Emissionen durch fossile Brennstoffe und den IPCC Szenarien

Erwärmung der Welt von 1980–1999 bis 2090–2099 gemäß dem A1B-Szenario

Der Bericht der Arbeitsgruppe I beschäftigt sich mit den physikalischen Grundlagen des Klimawandels. Er gibt einen Überblick über das Mitte 2006 vorherrschende Verständnis der Naturwissenschaften, wie es aus der diesbezüglichen wissenschaftlichen Literatur hervorgeht. Dabei werden in elf Kapiteln unter anderem die Veränderungen der atmosphärischen Zusammensetzung, das Wissen bezüglicher vergangener Klimaänderungen (Paläoklima), Klimamodelle und ihre Vorhersagen, die beobachteten Veränderungen in der Natur aufgrund der globalen Erwärmung sowie die Bestimmung der dahinter liegenden Klimafaktoren behandelt.
Insgesamt arbeiteten an diesem Teilbericht 1043 verschiedene Wissenschaftler aus 48 verschiedenen Ländern und 7 völkerrechtlichen Organisationen mit. Darunter befinden sich 152 Leitautoren, 498 mitwirkende Autoren, 26 Review-Editoren und 626 Reviewer, wobei manche Personen in mehreren Kapiteln unter verschiedenen Rollen mitgewirkt haben. Insgesamt wurden von den Autoren und Editoren über 6.000 peer-reviewte Fachartikel zitiert und mehr als 30.000 Kommentare der Reviewer berücksichtigt. Die Zusammenfassung für politische Entscheidungsträger wurden von den Regierungen von 113 Staaten gebilligt.
Der Bericht unterstreicht verstärkt die Rolle des Menschen in der gegenwärtig beobachtbaren Klimaveränderung. Die Energiebilanz des Klimasystems wird durch Änderungen der Konzentration von Treibhausgasen und Aerosolen in der Atmosphäre, der Beschaffenheit der Landoberfläche und der Sonneneinstrahlung verändert. Die quantitativen Abschätzungen des jeweiligen Einflusses (siehe Abbildung) haben sich gegenüber dem Dritten Sachstandsbericht verbessert. Wichtigste Ursache der Erderwärmung sind mit einer angegebenen Wahrscheinlichkeit von über 90 Prozent „sehr wahrscheinlich“ die menschlichen Emissionen des Treibhausgases Kohlendioxid (CO2); gefolgt von den weniger bedeutenden Gasen Methan (CH4), Lachgas (N2O) und weiteren. Hinzu kommen weitere Faktoren mit geringerer Bedeutung, darunter die natürliche Schwankung der Sonnenaktivität.
Die Durchschnittstemperatur der erdnahen Atmosphäre ist im hundertjährigen linearen Trend zwischen 1906 und 2005 um 0,74 °C (± 0,18 °C) angestiegen (der entsprechende Wert aus dem Dritten Sachstandsbericht für den Zeitraum 1901–2000 lag noch bei 0,6 °C (± 0,2 °C)). Elf der letzten zwölf Jahre (die Jahre 1995–2006) gehören zu den zwölf wärmsten seit Beginn der flächendeckenden Temperaturmessungen im Jahr 1850. Der Trend der vergangenen 50 Jahre liegt mit einer gemessenen Erwärmung um 0,13 °C (± 0,03 °C) pro Jahrzehnt nahezu doppelt so hoch wie für die letzten 100 Jahre.
Zu den mit diesem Temperaturanstieg verbundenen Folgen der globalen Erwärmung, die der Bericht auflistet, gehören unter anderem ein Anstieg des Meeresspiegels im 20. Jahrhundert um 17 Zentimeter – seit 1993 sogar um 3,1 Millimeter pro Jahr; schmelzende Gletscher, die Verringerung der schneebedeckten Erdoberfläche um 5 Prozent seit 1980, der in den letzten Jahren deutlich beschleunigte Rückgang des Meereises; häufigere Starkregen; zunehmende Regenfälle in Nordeuropa und im östlichen Nord- und Südamerika; zunehmende Trockenheit im Mittelmeerraum, in der Sahel, in Südafrika und Teilen Südasiens; zunehmende Hitzewellen und heftigere tropische Stürme.
Für die Zukunft wird eine weiter ansteigende globale Erwärmung erwartet, für deren Bandbreite verschiedene Szenarien aufgestellt werden, die mit unterschiedlichen Annahmen wie Bevölkerungsentwicklung oder Wirtschaftswachstum operieren. Die resultierenden Emissionsszenarien lassen sich einer der vier charakteristischen Szenario-Familien A1, B1, A2, B2 zuordnen. Die Buchstaben und Ziffern bezeichnen dabei die Szenarienfamilien: Der Buchstabe A bezeichnet wirtschaftsorientierte Szenarien, der Buchstabe B umweltorientierte Szenarien, die Ziffer 1 Szenarien mit einer Fokussierung auf globaler Entwicklung und die Ziffer 2 Szenarien mit einer Fokussierung auf regionale Entwicklung. Siehe dazu auch die nebenstehende Tabelle, die die Kombinationen dieser Szenarienfamilien darstellt.
Die A1-Szenarien-Familie ist unterteilt in die nachstehend genannten drei Szenario-Gruppen, die unterschiedliche Ausrichtungen technologischer Änderungen im Energiesektor beschreiben:
1. Szenario-Gruppe A1FI = fossilintensiv;
2. Szenario-Gruppe A1T = nichtfossile Energiequellen;
3. Szenario-Gruppe A1B = (balanced) ausgewogene Nutzung fossiler und nichtfossiler Energiequellen.[5][6]

Im günstigsten Szenario B1 beträgt der Anstieg der Durchschnittstemperatur bis zur Dekade 2090–2100 1,8 °C (mit einer wahrscheinlichen Bandbreite von 1,1–2,9 °C), im ungünstigsten Fall A1FI 4,0 °C (2,4–6,4 °C). In höheren Breiten wird die Temperatur voraussichtlich stärker steigen als in Äquatornähe.
Der Meeresspiegel steigt gemäß den zugrunde gelegten Szenarien bis zum Ende des 21. Jahrhunderts um mindestens 18–38 cm und um höchstens 26–59 cm, wobei einige komplizierte Annahmen über das künftige Verhalten von Eisschilden zugrunde gelegt wurden. Der Bericht weist ausdrücklich darauf hin, dass die zurzeit verwendeten Modelle die vollen Auswirkungen der Änderungen der Eisschildflüsse wie auch Unsicherheiten in der Klima-Kohlenstoffkreislauf-Rückkoppelung nicht einschließen, da zur Zeit der Berichterstellung entsprechende Grundlagen in der publizierten Literatur fehlten. Ein höherer Anstieg des Meeresspiegels kann daher nicht ausgeschlossen werden.

### Arbeitsgruppe II: „Auswirkungen, Anpassung, Verwundbarkeiten“
Arbeitsgruppe II stellte den aktuellen Stand der Erkenntnisse zu den Auswirkungen der Klimaveränderungen zusammen. Diese umfassen sowohl die bereits heute erkennbaren Auswirkungen auf die Umwelt als auch zu erwartende künftige Auswirkungen.
Bereits heute sind zahlreiche Auswirkungen erkennbar. Zu diesen gehören der Rückgang der Eis- und Schneedecke in den kalten Regionen der Erde, wodurch Gletscherseen zahlreicher und größer werden und von Gletschern gespeiste Flüsse mehr Wasser führen. Der Frühling (und mit ihm Ereignisse wie Blattentfaltung und Vogelzug) beginnt immer früher; die Verbreitungsgebiete von Tier- und Pflanzenarten verschieben sich polwärts bzw. in höhere Lagen der Berge. Von den 29.000 ausgewerteten Datenreihen weisen über 89 Prozent ein Ergebnis auf, das man bei einer Klimaerwärmung erwarten würde; Veränderungen häufen sich dort, wo die Temperaturen sich am stärksten erhöht haben. Daher gelten natürliche Ursachen für die Änderungen als sehr unwahrscheinlich (Wahrscheinlichkeit < 10 Prozent).
Gegenüber dem Dritten Sachstandsbericht haben auch die Kenntnisse über künftige Auswirkungen des Klimawandels zugenommen. Erwartet wird, dass es in hohen Breiten und feuchten tropischen Gebieten mehr Niederschläge gibt; in trockenen Regionen dagegen weniger. Sowohl Überschwemmungen durch Starkregen als auch Dürreperioden werden zunehmen. Dadurch wird die Anpassungsfähigkeit vieler Ökosysteme überfordert; die Schädigungen werden negative Auswirkungen auf Biodiversität und die von den Ökosystemen erbrachten Dienstleistungen (wie zum Beispiel Wasserversorgung) haben. Dürren und Überschwemmungen werden vor allem in niedrigen Breiten die Nahrungsmittelproduktion reduzieren, dadurch kommt es etwa in Afrika und manchen Regionen Asiens zu zunehmendem Hunger. Besonderen Risiken werden auch die Küsten und die Küsten-Ökosysteme wie Mangroven ausgesetzt sein. Von Fluten aufgrund des ansteigenden Meeresspiegels werden Millionen Menschen betroffen sein, insbesondere in den Großdeltas Afrikas und Asiens und auf kleinen Inseln. Die menschliche Gesundheit wird auch direkt betroffen sein, etwa durch zunehmende Durchfallerkrankungen infolge von Überschwemmungen und die Ausbreitung von Krankheitserregern.
Die regionale Verteilung der Auswirkungen ist ebenfalls besser bekannt. Besonders betroffen werden Afrika und Asien sein, zumal in den armen Ländern die Mittel für Schutzmaßnahmen fehlen. Afrika wird besonders unter Nahrungsmangel, Asien unter Überflutungen in den großen Flussdeltas leiden.
Anpassungsmaßnahmen sind auch bei bestem Klimaschutz unverzichtbar, da die bereits freigesetzten Treibhausgase im nächsten Jahrhundert noch zu einer weiteren Erwärmung um 0,6 °C führen werden. Das Spektrum der Maßnahmen reicht von technologischen Maßnahmen (etwa Bauwerken zum Küstenschutz) über Verhaltensänderungen (etwa ressourcenschonender Konsum) bis zu politischen Maßnahmen (etwa Planungsentscheidungen); alleine werden Maßnahmen zur Anpassung aber die Auswirkungen des Klimawandels nicht beherrschen können.

### Arbeitsgruppe III: „Verminderung des Klimawandels“
Arbeitsgruppe III hat den aktuellen Stand der Forschung zu technischen, wirtschaftlichen und sozialen Aspekten des Klimaschutzes zusammengefasst. Dabei geht es im Wesentlichen um das technische und wirtschaftliche Potential zu Emissionsminderungen, um mögliche politische Maßnahmen zum Klimaschutz und um den Zusammenhang zwischen Nachhaltigkeit und Klimaschutz.
Die Emissionen an Treibhausgasen sind zwischen 1970 und 2004 um 70 Prozent gestiegen; die des wichtigsten Treibhausgases, Kohlendioxid, um etwa 80 Prozent. Den höchsten Anteil an diesem Anstieg hatten die Energieversorgung (+ 145 Prozent) und der Verkehr (+120 Prozent). Wenn die gegenwärtige Politik nicht geändert wird, können wir bis 2030 – je nach Annahme über Wirtschafts- und Technologieentwicklung – mit einem weiteren Anstieg um 25 bis 90 Prozent rechnen (für Kohlendioxid sogar um 45 bis 110 Prozent).
Es gibt jedoch eine ganze Reihe von wirtschaftlichen Maßnahmen, die den Ausstoß an Treibhausgasen verringern könnten. Welche Maßnahmen wirtschaftlich sind, hängt davon ab, welchen Preis man einer Tonne Kohlendioxid zumisst; 6 Milliarden Tonnen Kohlendioxid ließen sich bis 2030 sogar durch Maßnahmen einsparen, die gleichzeitig Geld sparen. Es ist ein ganzes Bündel von Maßnahmen nötig, um den Ausstoß an Treibhausgasen zu vermindern. Die eine Schlüsselmaßnahme oder -technologie gibt es nicht. Ein Kernbereich ist dabei die effiziente Energieerzeugung, -verteilung und -nutzung; etwa durch Kraft-Wärme-Kopplung, erneuerbare Energiequellen, Ersatz von Kohle durch Gas, effizientere Fahrzeuge, Beleuchtung und Stromnutzung, bessere Wärmedämmung und Wärmerückgewinnung; aber dazu gehören auch Maßnahmen wie die Verlagerung von Verkehr von der Straße auf die Schiene, verbesserte Nutzung von Stickstoffdünger und bessere Methoden zum Reisanbau in der Landwirtschaft und (Wieder-)Aufforstung und Nutzung von Forstprodukten als Ersatz für fossile Brennstoffe. Der Ausbau der Atomenergie wird nach Ansicht des IPCC aufgrund von Sicherheitsbedenken, der Gefahr der Verbreitung von Atomwaffen und des ungelösten Abfallproblems beschränkt bleiben.
Weitere Technologien werden in den nächsten Jahrzehnten marktfähig werden, etwa Biotreibstoffe der zweiten Generation, preiswertere solare Stromerzeugung und bessere erneuerbare Energiequellen. Die Maßnahmen, mit denen die Konzentration an Treibhausgasen auf einem Niveau begrenzt würden, das die Temperatur um höchstens 2 bis 2,4 °C ansteigen lassen würde, würden im teuersten Fall das jährliche weltweite Wirtschaftswachstum um 0,12 Prozent reduzieren – allerdings mit erheblichen regionalen Unterschieden. Diesen Kosten stehen die Folgekosten des Klimawandels und weiterer Nutzen, zum Beispiel geringere Luftverschmutzung, gegenüber. Um dieses Ziel noch zu erreichen, müsste die Wende bei der Emission von Treibhausgasen bis spätestens zum Jahr 2015 eingeleitet werden.
Bis zum Jahr 2050 müssten die Emissionen an Treibhausgasen um 50 bis 80 Prozent sinken, wenn der Temperaturanstieg bei 2 bis 2,4 °C begrenzt werden soll. Neben Energieeffizienz spielen dann vor allem kohlenstofffreie Energiequellen und die Abscheidung von Kohlendioxid aus den Abgasen von Kraftwerken eine Rolle; die Kosten entsprächen auch langfristig den oben genannten 0,12 Prozent des Wirtschaftswachstums.
Das wichtigste Instrument der Klimapolitik ist für den IPCC ein Preis für den Ausstoß von Treibhausgasen - siehe Emissionsrechtehandel. Bereits ein Preis von 20 bis 50 US-Dollar pro Tonne würde viele Maßnahmen zum Klimaschutz wirtschaftlich machen; Subventionen für fossile Brennstoffe sind für den Klimaschutz dagegen schädlich. Regierungen könnten mit Steuererleichterungen oder strengen Standards die effiziente Energienutzung fördern; Technologietransfer hilft, auch anderen Ländern die Nutzung moderner Technik zu ermöglichen.
Klimaschutz ist ein Bestandteil nachhaltiger Entwicklung; und nachhaltige Entwicklung hilft dem Klimaschutz, zum Beispiel durch den Schutz von Wäldern. Mit geringeren Emissionen von Luftschadstoffen und effizienterer Energienutzung verbessert der Klimaschutz die menschliche Gesundheit und erhöht die Sicherheit der Energieversorgung. Aber es kann auch Konflikte bzw. Trade-offs zwischen Zielen geben, zum Beispiel zwischen Klimaschutz und Nachhaltigkeit (Bsp.: der Anbau von Pflanzen zur Energiegewinnung kann auf Kosten der Ernährungssicherheit gehen).
Hier sind Kompromisse nötig, um Probleme zu vermeiden; Ziele müssen operationalisiert werden.

### Synthesebericht
Der Synthesebericht fasst die wesentlichen Auswertungen der einzelnen Arbeitsgruppen zusammen und bietet eine integrierte Sicht der Klimaänderungen als Schlussteil des Vierten Sachstandsberichts. Demnach sind die wichtigsten Erkenntnisse des Berichts:
An der Klimaerwärmung besteht kein Zweifel, Belege sind die steigenden Temperaturen, das weitverbreitete Schmelzen von Eis und Schnee und ein ansteigender Meeresspiegel.
Die Klimaerwärmung hat bereits erkennbare Auswirkungen auf viele natürliche Systeme, etwa den früheren Frühlingsbeginn oder die polwärts bzw. in höhere Lagen gerichtete Veränderung des Verbreitungsgebietes von Tier- und Pflanzenarten.
Die Ursachen für die Klimaerwärmung liegen sehr wahrscheinlich (Wahrscheinlichkeit > 90 Prozent) in dem vom Menschen verursachten Anstieg der Konzentration von Treibhausgasen in der Atmosphäre. Die Konzentrationen von Kohlendioxid und Methan liegen nicht nur weit höher als vor Beginn der Industrialisierung, sondern auch höher als in den vergangenen 650.000 Jahren der Erdgeschichte. Von 1970 bis 2004 sind die Emissionen an Treibhausgasen um 70 Prozent gestiegen, die von Kohlendioxid sogar um 80 Prozent.
Bei der Fortsetzung der bisherigen Politik werden die Konzentrationen an Treibhausgasen weiter steigen. Wie stark die Konzentrationen steigen, hängt von den Annahmen über Wirtschafts- und Technologieentwicklungen ab, die in verschiedenen Szenarien untersucht wurden. Die Bandbreite der möglichen daraus folgenden Temperaturerhöhung bis Ende des 21. Jahrhunderts liegt bei 1,1 bis 6,4 °C.
Die möglichen Folgen umfassen unter anderem zunehmende Wetterextreme wie Hitzetage, Hitzewellen und Starkregen. Tropische Stürme werden heftiger; in hohen Breiten nimmt die Niederschlagsmenge zu, in niedrigen Breiten ab. Semiaride Gebiete werden unter zunehmendem Wassermangel leiden. Besonders betroffen werden Afrika (schwere Beeinträchtigungen der Landwirtschaft in vielen Ländern)
und Asien (Überflutungen in den bevölkerungsreichen Großdeltas) sein.
Die Erwärmung würde selbst bei gleichbleibenden Treibhausgas-Konzentrationen auch nach Ende des 21. Jahrhunderts weiter gehen, da einmal in Gang gesetzte Veränderungen im Klimasystem erst nach Jahrhunderten zu einem neuen Gleichgewicht finden. Dieses betrifft auch den Anstieg des Meeresspiegels, dessen langfristiger Ausmaß sich derzeit noch nicht quantifizieren lässt. Ähnliches gilt für das mögliche Eintreten abrupter oder unumkehrbarer Folgen.
Die Anpassung an den Klimawandel muss und kann verbessert werden; Anpassung alleine wird aber nicht ausreichen, mit den Folgen zurechtzukommen, zumal die Möglichkeiten zur Anpassung regional sehr unterschiedlich sind. Gerade die am meisten betroffenen Regionen können sich am wenigsten schützen.
Es bestehen aber zahlreiche Möglichkeiten, die tatsächliche Erwärmung durch Maßnahmen gegen den Klimawandel geringer als in den Szenarien berechnet zu halten. Die wichtigsten Technologien im Kampf gegen den Klimawandel sind solche zur effizienten Energienutzung und die Nutzung kohlenstoffärmerer und -freier Energiequellen. Zur Umsetzung können Regierungen beitragen, indem sie den Ausstoß von Treibhausgasen mit einem Preis versehen; dieser macht die notwendigen Maßnahmen eher wirtschaftlich. Die Kosten für den Klimaschutz würden selbst bei anspruchsvollen Zielen einer Reduktion des durchschnittlichen Wachstums um höchstens 0,12 Prozent entsprechen.

## Kritik

### Reaktion in der Öffentlichkeit
Spiegel Online schrieb, dass durch die politische Einflussnahme der Bericht an Schärfe verloren habe. Besonders die Regierungen der USA, Chinas, Russlands und Saudi-Arabiens hätten den anthropogenen Anteil an der Erderwärmung und ihre möglichen Konsequenzen heruntergespielt und damit schwächer aussehen lassen als von einigen Wissenschaftlern gefordert. Laut oben erwähnten IPCC-Regeln stimmen aber die beteiligten Wissenschaftler den Änderungsvorschlägen der Regierungsdelegierten bei der Plenarsitzung zu. Zudem sind die Entwurfsfassungen der Wissenschaftler an verschiedenen Stellen dokumentiert.
Befeuert durch Leugner des Klimawandels, den von diesen lancierten Hackerzwischenfall am Klimaforschungszentrum der University of East Anglia und durch die Fehler im Berichtsteil zu Auswirkungen, Anpassung und Verwundbarkeiten gerieten die Klimaforschung, der IPCC und sein Vierter Sachstandsbericht besonders im Jahr 2010 in die Kritik der Öffentlichkeit. Mehrere Untersuchungen verschiedener Institutionen ergaben keinen Hinweis auf wissenschaftliches Fehlverhalten. Die grundsätzlichen Aussagen des IPCC zum Klimawandel waren von den Vorwürfen nicht betroffen und wurden vom nachfolgenden Fünften IPCC-Sachstandsberichts nochmals bestätigt.

### Fehler im Berichtsteil zu Auswirkungen, Anpassung und Verwundbarkeiten
Im Januar 2010 stellte sich heraus, dass eine Angabe zur Schmelze der Gletscher im Himalaya im Berichtsteil der Arbeitsgruppe II fehlerhaft ist. Im IPCC-Bericht stand, dass die Gletscher im Himalaya bis 2035 komplett abschmelzen würden. Als Quelle diente eine Studie aus den 1990er Jahren, die angab, dass nichtpolare Gletscher bis 2350 abschmelzen würden. Ein niederländischer Journalist fand im selben Monat zudem einen zweiten Fehler: Die Fläche, die in den Niederlanden durch den steigenden Meeresspiegel  bedroht sei (26 %), wurde mit 55 % als zu hoch angegeben, da das Überschwemmungsrisiko durch Rhein und Maas (29 %) miteingerechnet wurde. Für diesen Fehler übernahm allerdings die niederländische Umweltbehörde PBL die Verantwortung. Sie hatte dem IPCC den Text gesandt, aus dem die fehlerhafte Angabe stammte. Die PBL betonte ausdrücklich, dass man den IPCC-Leitautoren keinerlei Vorwurf dafür machen könne, dass sie sich auf die Angaben der Behörde verließen.
Die niederländische Umweltministerin Jacqueline Cramer beauftragte nach einer parlamentarischen Debatte am 29. Januar die PBL, eine umfassende Beurteilung der (im Synthesebericht aufgeführten) 32 Schlussfolgerungen zu den regionalen Auswirkungen der globalen Erwärmung und der zugrunde liegenden Kapitel der Arbeitsgruppe II vorzunehmen. Der am 5. Juli 2010 veröffentlichte PBL-Bericht kam zu dem Ergebnis, dass die Schlussfolgerungen im Synthesebericht nicht durch gefundene Fehler untergraben würden. Allerdings enthielten mehrere Schlussfolgerungen Aussagen, die keine Grundlage in den Kapiteln oder den dort zitierten Quellen hätten. Auch seien vereinzelt unzulässige Generalisierungen sowie mangelnde Transparenz und Glaubwürdigkeit von Quellen aufgetreten. So schloss der IPCC von rückläufigen Erträgen bei Hirse, Erdnuss und Augenbohne im Niger auf rückläufige Erträge von Nutzpflanzen in der Sahelzone, und von rückläufiger Rinderproduktivität in Argentinien auf rückläufige Nutztierproduktivität in Südamerika. Insgesamt wurden leichte Mängel bei fünf, und schwere Mängel bei drei der 32 Schlussfolgerungen festgestellt.
Bei der Analyse der einzelnen Kapitel zu den regionalen Auswirkungen wurde zusätzlich zu den das Himalaya und die Niederlande betreffenden Fehlern ein weiterer Fehler gefunden: Im IPCC-Bericht steht, dass die Produktivität westafrikanischer Sardellenfischereien um 50–60 % reduziert werden könnte. In der vom IPCC hierzu zitierten Quelle steht hingegen, dass extreme Wind- und Wasserturbulenzen um 50–60 % abnehmen würden; Auswirkungen auf die Produktivität von Sardellenfischereien wurden nicht quantifiziert. Neben sechs weiteren kleineren Fehlern und Ungenauigkeiten in den Aussagen kam der PBL-Bericht zu einigen kritischen Kommentaren bezüglich der Darstellungen einzelner Angelegenheiten. So wird beispielsweise kritisiert, dass bei prognostizierten zusätzlichen Todesfällen durch Hitze in Australien nicht die Auswirkung der globalen Erwärmung genannt wurde- den zugrunde liegenden Prognosen zufolge wird ein deutlicher Anteil dieser Todesfälle durch demographische Entwicklungen allein verursacht.
Der PBL-Bericht kam insgesamt zu dem Ergebnis, dass die Schlussfolgerungen des Vierten IPCC-Sachstandsberichts weiterhin zulässig und insgesamt gut begründet seien. Neben den Fehlern wurde bemängelt, dass in der Zusammenfassung der Ergebnisse der Arbeitsgruppe II im Synthesebericht negative Prognosen herausgepickt und positive Prognosen nicht genannt worden seien, ohne dieses „risikoorientierte“ Auswahlverfahren ausreichend zu verdeutlichen.